# Saki (miasto)
Saki (ukr. Саки, ros. Саки, krymskotat. Saq) – uzdrowisko mineralno-borowinowe, miasto położone na zachodnim brzegu Krymu, nad Jeziorem Sakskim.
W mieście rozwinął się przemysł chemiczny oraz materiałów budowlanych.

## Uzdrowisko
Saki znajdują się 4 km od wybrzeża Morza Czarnego. Położenie miejscowości, na granicy klimatów: stepowego (suchego) i morskiego (umiarkowanie łagodnego), sprzyja klimatoterapii. Liczba dni słonecznych w roku jest duża, a jonizacja powietrza – wysoka.
W mieście znajduje się uzdrowisko i rozlewnia wody mineralnej, m.in. wody „Krymskiej mineralnej” (ukr. Кримська мінеральна).
W 1807 r. francuski chemik F.A. Desser dokonał analizy błota Jeziora Sakskiego, co przyczyniło się w 1827 r. do zastosowania w Sakach pierwszej kąpieli borowinowej w Rosji.
W 1827 r. do Saków przybył dr Nikołaj Auger. Latem obserwował leczenie pacjentów, opisując je w książce Praktyczne obserwacje i badania właściwości leczniczych błota, pokazujące zasady, którymi powinni kierować się pacjenci. Spotykana jest opinia, że borowina siarczkowa z Jeziora Sakskiego przewyższa pod względem zawartości aminokwasów, lipidów i witamin i właściwości leczniczych czarne błoto Morza Martwego.
W 1828 r. leczono w Sakach 29 osób, a w 1850 r. 330 chorych. W 1837 r. otwarto w Sakach oddział szpitala wojskowego w Symferopolu, aby leczniczym błotem Jeziora Sakskiego leczyć personel wojskowy. Promotorem lecznictwa w Sakach był gen. piechoty hr. Michaił Woroncow, który w latach 1836–1846 przyczynił się do powstania budynków uzdrowiskowych.
W 1835 r. Nikołaj Gogol zażywał kąpieli błotnych, które poprawą nastroju pomogły w twórczości: w 1836 r. napisał komedię Rewizor i opowiadanie Nos. Leczył się tu Francuz Nicolas Sébastien Frosté, malujący w Rosji. W 1913 r. miejscowa solanka i borowina były drogą morską specjalnie dostarczane do pałacu carskiego w Liwadii, leżącej w pobliżu Jałty, aby leczyć przebywającego tam, chorego na hemofilię dziewięcioletniego carewicza Aleksieja. Zabiegi poprawiły stan jego zdrowia.
Rosyjski chirurg Nikołaj Pirogow włączył terapię borowinową do rehabilitacji rannych.

## Historia
W czasach Chanatu Krymskiego Saki były wioską należącą do krymskiej rodziny szlacheckiej Mansur. Pochodzenie nazwy wywodzi się od dawnej perskiej nazwy plemion scytyjskich Saków, które żyły w tych miejscach w czasach starożytnych.
W połowie XIX w., podczas wojny krymskiej niedaleko Saków, między jeziorami Sakskim i Kyzył-Jar, wylądowały oddziały wojsk koalicyjnych (brytyjskich, francuskich i tureckich) pod dowództwem marsz. Armanda Jacques’a Leroy de Saint-Arnaud liczące 62 000 żołnierzy. Alianci przez wiele miesięcy oblegali Sewastopol. Na początku lutego 1855 r. skoncentrowano tu wojska rosyjskie gen. Chrulowa przed szturmem na fortyfikacje w Eupatorii. Podczas ostrzału wieś uzdrowiskowa została zniszczona.
Po podpisaniu traktatu pokojowego w Paryżu w 1856 r. do Saków zaczęli napływać chłopi z rosyjskich guberni Woroneż i Połtawa. Według danych z 1864 r. we wsi mieszkało 403 osoby. Po zakończeniu działań wojennych ludzie chcący się leczyć, ponownie napłynęli do Saków. Władze zaczęły przywracać placówki medyczne. W 1912 r. otwarto Instytut Diagnostyki i Fizycznych Metod Leczenia.
W 1921 r. miasto weszło w skład Krymskiej ASRR. Pod koniec lat 1930. Saki stały się dużą miejscowością wypoczynkową. Populacja wzrosła do 8 tysięcy osób. W czasie II wojny światowej, 29 października 1941 r. miasto zostało zajęte przez wojska niemieckie; wojska sowieckie weszły na powrót 13 kwietnia 1944 r.
W lutym 1945 r. w sanatorium wojskowym, na lotnisku Saki i w samej wsi zakwaterowano pilotów i personel techniczny Stanów Zjednoczonych i Wielkiej Brytanii, którzy brali udział w obsłudze i zabezpieczeniu konferencji jałtańskiej.
10 czerwca 1952 r. Saki otrzymały prawa miejskie. W 1954 r. jako część obwodu krymskiego, Saki zostały przeniesione do Ukraińskiej SRR. Od 1991 r. wchodzą w skład Autonomicznej Republiki Krymu, będącej częścią Ukrainy. W marcu 2014 r. w wyniku aneksji Krymu miasto znalazło się pod kontrolą Rosji.

## Transport kolejowy
Aby ułatwić dojazd na leczenie, do Saków zamierzano wydłużyć linię kolejową z Symferopola do Eupatorii. Wykorzystując podleczenie cesarzewicza Aleksego w 1913 r., zabiegano o poparcie projektu u cara Mikołaja II. Prace przyspieszyły w 1915 r., już po rozpoczęciu I wojny światowej, dzięki wykazaniu strategicznych korzyści dostaw przez Krym dla Armii Imperium Rosyjskiego w centralnych prowincjach Rosji w sytuacji zagrożenia militarnego. Pociąg dotarł do Saków 21 października 1915 r. – pierwszy skład składał się z 7 wagonów pasażerskich i 1 wagonu serwisowego, a jego pasażerami byli budowniczowie kolei, członkowie komisji odbierającej linię i gubernator taurydzki Nikołaj Antoninowicz Kniażewicz. Regularne kursowanie pociągów pasażerskich i towarowych na linii Eupatoria–Symferopol ruszyło 21 grudnia 1915 r., a od 1 maja 1916 r. ustanowiono bezpośrednią komunikację do Moskwy i Petersburga.

## Atak na lotnisko Saki w Nowofedoriwce w 2022 r.
Podczas inwazji Rosji na Ukrainę, 9 sierpnia 2022 r. w pobliżu Nowofedoriwki (7 km od miasta Saki), na lotnisko Saki zajmowane przez główną siłę uderzeniową Floty Czarnomorskiej – 43. pułk lotnictwa szturmowego, nastąpił atak o nieustalonej genezie. W wyniku ataku na lotnisko w Nowofedoriwce zniszczone zostały rosyjskie magazyny pocisków manewrujących, Rosjanie stracili m.in. wielozadaniowe samoloty bojowe Su-30M i Su-24 oraz ciężki samolot transportowy Ił-76. Oceniono, że były to największe straty rosyjskiego lotnictwa wojskowego w ciągu jednego dnia od czasów II wojny światowej. Zniszczony sprzęt wojskowy był wart 650–850 mln dolarów, połowa samolotów gotowych do walki została zniszczona. Z tego lotniska atakowano wcześniej południe Ukrainy.